# Musique viennoise

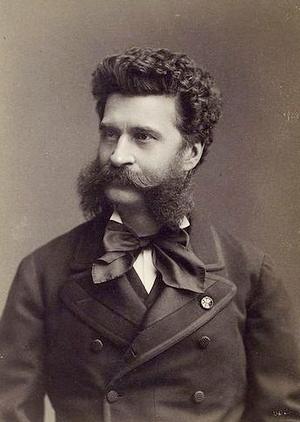
Johann Strauss.

Sous le vocable musique viennoise, il existe un genre de musique légère contenant notamment un très vaste répertoire de danses (valses, polkas, mazurkas, quadrilles et galops), des airs extraits des opérettes ainsi que des marches. 
Autour et à la suite de la famille Strauss, l'engouement pour ce genre de compositions provient de la ville de Vienne (d'où le nom) au XIXe siècle. Néanmoins, l'origine des compositeurs en fait un style commercial international.

## Compositeurs

### Autriche
- Famille Strauss :
  - Johann Strauss père (dit Joahnn Strauss I)
  - Johann Strauss fils (dit Joahnn Strauss II, ou tout simplement « Johann Strauss » sans autre précision, car c'est lui le plus célèbre de la famille)
  - Josef Strauss (frère cadet de Johann Strauss II)
  - Eduard Strauss (frère benjamin de Johann Strauss II)
- Oscar Straus
- Franz Lehár
- Joseph Lanner
- Carl Michael Ziehrer
- Carl Millöcker
- Carl Zeller
- Franz von Suppé
- Joseph Hellmesberger
- Josef Hellmesberger II (fils de Joseph Hellmesberger)
- Johann Schrammel
- Joseph Gungl
- Philipp Fahrbach fils (de)
- Joseph Labitzky (de)
- Jakob Pazeller (de)
- Richard Heuberger
- Karl Kratzl
- Josef Bayer

### France
- Jacques Offenbach
- Émile Waldteufel : Valse des patineurs, Estudiantina, Amour et printemps (musique utilisée pour le générique de l'émission télévisée Ciné-club, à la fin du XXe siècle) , España
- Olivier Métra : La Vague

### Autres pays
- Allemagne : 
  - Paul Lincke : Berliner Luft, Das Glühwürmchen
  - Oscar Fetrás (de)
  - Robert Vollstedt
  - Richard Eilenberg
  - Siegfried Translateur
- Danemark : 
  - Hans Christian Lumbye : Champagne Galop (clôturant chaque concert du Nouvel An à Copenhague, à l'analogue de la Marche de Radetzky à Vienne)
- Hongrie : 
  - Alphons Czibulka
  - Béla Kéler (de)
  - Imre Széchényi (de)
- République tchèque : 
  - Julius Fucik : Entrée des gladiateurs, Marche florentine, L'Ours grognon (pièce de genre imitative) ;
  - Karl Komzak : Vindobona, Erzherzog-Albrecht-Marsch
- Roumanie : 
  - Ion (Iosif) Ivanovici : Valurile Dunării (Les Flots du Danube)

## Interprètes

### Orchestres
- Orchestre philharmonique de Vienne
- Orchestre philharmonique de Monte-Carlo, direction Willi Boskovsky
- Orchestre philharmonique de Berlin, direction Robert Stolz
- Petits Chanteurs de Vienne
- Orchestre promenade de Vienne
- Orchestre promenade de l'Opéra de Vienne (direction Max Schönherr, Frantz-Bauer Theussl, Josef Léo Grüber ou Anton Paulik)
- Orchestre philharmonique de Prague, direction Václav Neumann
- Orchestre promenade du Tivoli (Danemark)
- Orchestre philharmonique de chambre tchèque de Pardubice, direction John Georgiadis

### Chanteurs
- Peter Alexander (ténor viennois)
- Erich Kunz (ténor viennois, accompagné notamment par l'orchestre de Max Schönherr)
- Rudolf Schock (ténor viennois)

## Diffusion

### Radio et télévision
Chaque 1er janvier, le Concert du nouvel an à Vienne remet en valeur ces musiques.
Le chef d'orchestre Adolphe Sibert est en son temps le principal présentateur radiophonique de musiques viennoises.

### Discographie
La discographie la plus complète du répertoire viennois, dont plusieurs inédits, est édité en CD par la firme Marco Polo.